# Архаизм
Архаи́зм (от др.-греч. ἀρχαϊσμός «устаревшее выражение»), устаре́вшая ле́ксика — устаревшее слово, которое в современной речи заменено синонимом. Строгая формулировка в лингвистике — лексема или грамматическая форма, которые в процессе развития языка заменились другими, но продолжают использоваться как стилистически маркированные, например, в поэтической речи для создания высокого стиля. Следует отличать от историзмов — слов, обозначающих полностью вышедшие из употребления предметы.
В высокостратифицированных развитых языках, как, например, английский или португальский, архаизмы могут выполнять функцию профессионального жаргона, что особенно характерно для юриспруденции и религиозного культа.
Архаизм — лексическая единица, вышедшая из употребления, хотя соответствующий предмет (явление) остаётся в реальной жизни и получает другие названия (устаревшие слова, вытесненные или заменённые современными синонимами). Причиной появления архаизмов является развитие языка, обновление его словаря: на смену одним словам приходят другие.
Вытесняемые из употребления слова не исчезают бесследно: они сохраняются в литературе прошлого и в составе некоторых устоявшихся выражений, употребляемых в определённом контексте; они необходимы в исторических романах и очерках — для воссоздания быта и языкового колорита эпохи. В современном языке могут сохраняться слова, производные от вышедших из активного употребления слов (например, «сейчас» и «сегодня» от архаичных «сей» и «сего»).

## Примеры архаизмов в русском языке
Архаизмы в русском языке обычно имеют славянские корни, сохранившиеся в употреблении как в южнославянских, так и в западнославянских языках:
- аз — я («лжёшь, собака, аз есмь царь!», «мне отмщение, и аз воздам»; болг. аз съм, макед. јас сум, словен. jaz sem, сербохорв. ja sam, ја сам, пол. ja jestem)
- ве́дать — знать (производные: неведение, неведомый, ведьма. бел. ведаць, пол. wiedzieć)

- вельми́ — очень, весьма (бел. вельмі, сербохорв. веома)
- вечо́р — вчера вечером («вечор, ты помнишь вьюга злилась…»)
- вы́я — шея («Перед сатрапом горделивым Израил выи не склонил»)
- глас — голос («глас вопиющего в пустыне», «глас народа — глас божий»; производные слова: согласие, согласный, полногласие, единогласный, провозглашать/провозгласить, глашатай; идентично современным болгарскому, сербскому и македонскому значениям)
- десни́ца — правая рука («карающая десница»; болг. дясно — право)
- длань — ладонь (болг. длан, мак. дланка)
- дщерь — дочь («дщерь ты моя непутёвая» — шутливое; болг. дъщеря)
- ежели — если («ежели вы вежливы»)
- живо́т — в значении «жизнь» («не щадя живота своего», «не на живот, а на смерть»; болг. , макед. и серб. живот)
- зело́ — очень
- зла́то — золото («Там царь Кащей над златом чахнет»; идентично современным болгарскому, сербскому и македонскому значениям)
- и́же — которые, который (напр. «иже с ними»; серб. исте)
- лани́ты — щёки
- лепота́ — красота, великолепие (болг. лепо (тоже архаизм — «красивое, хорошее»), серб. лепота)
- мо́лвить — говорить («не вели казнить, вели слово молвить»); производные: помолвиться, помолвка
- нощь — ночь (например, в выражении «денно и нощно», то есть «и днём и ночью»; идентично современным болгарскому, сербскому и македонскому значениям)
- о́ко, о́чи — глаз, глаза («в мгновение ока», «очи чёрные», «дни и ночи у мартеновских печей не смыкала наша Родина очей», «око за око, зуб за зуб», «око Саурона»; производные слова: очевидный, очевидец, воочию, очный/заочный, очки; идентично современным болгарскому, сербскому, украинскому, македонскому и др. значениям)
- оне́ — они (пол. one) (о лицах женского пола)
- о́семь (род. пад. «осьми») — восемь (производное слово: осьминог); болг. осем, макед. осум, макед. осам.
- осьмна́дцать — восемнадцать; болг. осемнадесет, макед. осумнаесет, серб. осамнаест.
- перси — женские груди
- перст — палец («перст указующий»; производные: перстень, напёрсток, двенадцатиперстная кишка, наперстянка (дигиталис), перчатки; болг. пръст, макед. и серб. прст)
- посему́ — поэтому
- поели́ку — поскольку, так как, потому что; серб. утолико
- сей, сия́, сие́ — этот, эта, это («сию же секунду!», «сей момент!», «что сие значит?»)
- супоста́т — злодей, негодяй
- суть — форма 3 л. мн. ч. глагола «быть»
- то́кмо — только
- упова́ть — надеяться («уповаю на милость божию»)
- уста́ — губы, рот («застывшая на устах улыбка»; производные: устный, устье; идентично современным болгарскому, сербскому и македонскому значениям)
- черво́нный — красный, алый (болг. червен, макед. и серб. црвен, укр. червоний, пол. czerwony, чеш. и словац. červená, бел. чырвоны)
- чело́ — лоб («бить челом», то есть выражать почтение, уважение; производное слово: челобитная; идентично современным болгарскому, сербскому и македонскому значениям)
- шело́м — шлем («испити шеломом Дону»; производные слова: ошеломить, ошеломлённый)
- шу́йца — левая рука
- я́ко или а́ки — как, словно, точно (для присоединения сравнительного оборота — «мудрый, яко змий», «И всё‐то ты в трудах, великий государь, аки пчела») пол. jak, чеш. jako, словац. и сербохорв. ako, ако, бел. як.